# Mike Bavis
Pour les articles homonymes, voir Bavis.
Mike Bavis (né le 13 mars 1970 à Roslindale (Boston) dans l'État du Massachusetts aux États-Unis) est un joueur professionnel de hockey sur glace.

## Carrière de joueur
Après ses quatre années passées avec les Terriers de Boston, il devint joueur professionnel avec les Americans de Rochester de la Ligue américaine de hockey. Sa carrière professionnelle fut de courte durée, il se retira à la suite de sa deuxième saison professionnel seulement. Il n'atteignit jamais la LNH.
Par contre, il est toujours dans le milieu du hockey, il est actuellement assistant-entraîneur pour son ancienne équipe universitaire.

## Statistiques
| Saison    | Équipe                          | Ligue       |    | Saison régulière | Saison régulière | Saison régulière | Saison régulière | Saison régulière |   | Séries éliminatoires | Séries éliminatoires | Séries éliminatoires | Séries éliminatoires | Séries éliminatoires |
| Saison    | Équipe                          | Ligue       | PJ | B                | A                | Pts              | Pun              | PJ               | B | A                    | Pts                  | Pun                  |                      |                      |
| 1988-1989 | Cushing Academy                 | High School |    |                  |                  |                  |                  |                  |   |                      |                      |                      |                      |                      |
| 1989-1990 | Terriers de Boston              | NCAA        | 44 | 6                | 5                | 11               | 50               | -                | - | -                    | -                    | -                    |                      |                      |
| 1990-1991 | Terriers de Boston              | NCAA        | 40 | 5                | 18               | 23               | 47               | -                | - | -                    | -                    | -                    |                      |                      |
| 1991-1992 | Terriers de Boston              | NCAA        | 35 | 11               | 14               | 25               | 32               | -                | - | -                    | -                    | -                    |                      |                      |
| 1992-1993 | Terriers de Boston              | NCAA        | 40 | 12               | 11               | 23               | 87               | -                | - | -                    | -                    | -                    |                      |                      |
| 1993-1994 | Americans de Rochester          | LAH         | 65 | 3                | 11               | 14               | 89               | 2                | 0 | 1                    | 1                    | 0                    |                      |                      |
| 1994-1995 | Stingrays de la Caroline du Sud | ECHL        | 39 | 8                | 14               | 22               | 108              | 4                | 1 | 1                    | 2                    | 8                    |                      |                      |
| 1994-1995 | Americans de Rochester          | LAH         | 27 | 3                | 4                | 7                | 100              | 5                | 0 | 1                    | 1                    | 9                    |                      |                      |

## Carrière d'entraîneur
Depuis la saison 1998-1999, il occupe le poste d'assistant-entraîneur pour l'Université de Boston. La saison 2007-2008 marque alors sa dixième au sein du personnel d'entraîneurs des Terriers.

### Parenté dans le sport
- Frère jumeau du joueur Mark Bavis.